# Lijst van voetbalinterlands Anguilla - Dominicaanse Republiek
Deze lijst van voetbalinterlands is een overzicht van alle officiële voetbalwedstrijden tussen de nationale teams van Anguilla en de Dominicaanse Republiek. De landen speelden tot op heden zes keer tegen elkaar. De eerste ontmoeting was een kwalificatiewedstrijd voor het Wereldkampioenschap voetbal 2006 op 19 maart 2004 in Santo Domingo. Het laatste duel, een kwalificatiewedstrijd voor het Wereldkampioenschap voetbal 2022, werd gespeeld in Fort Lauderdale (Verenigde Staten) op 27 maart 2021.

## Wedstrijden
| № | Plaats          | Datum            | Competitie                      | Wedstrijd                         | Uitslag |
| - | --------------- | ---------------- | ------------------------------- | --------------------------------- | ------- |
| 1 | Santo Domingo   | 19 maart 2004    | WK 2006 kwalificatie            | Dominicaanse Republiek − Anguilla | 0 − 0   |
| 2 | Santo Domingo   | 21 maart 2004    | WK 2006 kwalificatie            | Anguilla − Dominicaanse Republiek | 0 − 6   |
| 3 | San Cristóbal   | 8 juli 2011      | WK 2014 kwalificatie            | Anguilla − Dominicaanse Republiek | 0 − 2   |
| 4 | Santo Domingo   | 10 juli 2011     | WK 2014 kwalificatie            | Dominicaanse Republiek − Anguilla | 4 − 0   |
| 5 | Saint John's    | 7 september 2014 | Caribbean Cup 2014 kwalificatie | Anguilla − Dominicaanse Republiek | 0 − 10  |
| 6 | Fort Lauderdale | 27 maart 2021    | WK 2022 kwalificatie            | Anguilla − Dominicaanse Republiek | 0 − 6   |

## Samenvatting
| Competitie                 | Totaal gespeeld | Winst Anguilla | Gelijk | Winst Dom. Rep. | Doelsaldo Anguilla – Dom. Rep. |
| -------------------------- | --------------- | -------------- | ------ | --------------- | ------------------------------ |
| WK-kwalificatie            | 5               | 0              | 1      | 4               | 0 − 18                         |
| Caribbean Cup-kwalificatie | 1               | 0              | 0      | 1               | 0 − 10                         |
| Totaal                     | 6               | 0              | 1      | 5               | 0 − 28                         |

Wedstrijden bepaald door strafschoppen worden, in lijn met de FIFA, als een gelijkspel gerekend.